# Rafael de Asís
Rafael Fernando de Asís Roig (Granada, España) es un jurista español y catedrático de filosofía del derecho en la Universidad Carlos III de Madrid.

## Biografía
De Asís Roig se licenció en derecho en la Universidad Complutense de Madrid antes de obtener el título de doctor en derecho por la Universidad Carlos III de Madrid bajo la dirección de Gregorio Peces-Barba Martínez. Ha sido profesor en las Universidades Complutense de Madrid, de Castilla-La Mancha, de Jaén y Carlos II de Madrid. También ha sido director del departamento de derecho internacional, eclesiástico y filosofía del derecho de la Universidad Carlos III y del Instituto de Derechos Humanos Bartolomé de las Casas. 
También ha sido Presidente de la Fundación Gregorio Peces-Barba para el estudio y la cooperación en derechos humanos y director del doctorado en estudios avanzados en derechos humanos de la Universidad Carlos III de Madrid.
Entre 2011 y 2019 presidió el Club Baloncesto Las Rozas. Desde niño ha tenido relación con este deporte, jugando en su juventud en el Club Baloncesto Estudiantes.
En la actualidad es catedrático de filosofía del derecho, director de la Revista Universitas, del Seminario Gregorio Peces-Barba y del máster de formación permanente en filosofía jurídica y política contemporánea que organiza la Universidad Carlos III de Madrid en colaboración con Tirant Formación.
Es autor de 20 libros y más de 100 artículos y capítulos de libro sobre filosofía del derecho, teoría del derecho, interpretación y argumentación jurídica, derechos humanos, derechos de las personas con discapacidad y derechos y tecnologías.
Ha dirigido más de 30 proyectos de investigación y coordinado el programa "El Tiempo de los Derechos". Junto con los profesores Gregorio Peces-Barba, Eusebio Fernández García, Francisco Javier Ansuátegui y Carlos R. Fernández Liesa dirigió el proyecto "Historia de los derechos fundamentales" en el que participaron más de 200 investigadores y que ha dado lugar a más de 15 volúmenes. 
En 2023 dirigió el proyecto "EDI" ( "Estudio sobre los procesos de desinstitucionalización y transición hacia modelos de apoyo personalizados y comunitarios"). 

## Libros
- Deberes y Obligaciones en la Constitución Madrid : CEC, 1991.
- Las paradojas de los derechos fundamentales como límites al poder Madrid : Debate, 1992.
- Curso de derechos fundamentales. Teoría General Madrid : BOE, 1995. Junto con Gregorio Peces-Barba, Ángel Llamas y Carlos R. Fernández Liesa.
- Jueces y Normas. La decisión judicial desde el Ordenamiento” Madrid : Marcial Pons, 1995.
- Valores, Derechos y Estado a finales del siglo XX" Madrid : Dykinson, 1996. Junto con Gregorio Peces-Barba, Eusebio Fernández, Maria Dolores González Ayala y Angel LLamas.
- Sobre el razonamiento judicial Madrid : McGraw Hill, 1998.
- Historia de los derechos fundamentales (más de 10 volúmenes) Madrid : Dykinson (1998-2013)
- Curso de Teoría del Derecho Madrid : Marcial Pons, 1999. Junto con Gregorio Peces-Barba y Eusebio Fernández.
- Una aproximación a los modelos de Estado de Derecho” Madrid : Dykinson, 1999.
- Sobre el concepto y el fundamento de los derechos: una aproximación dualista Madrid : Dykinson, 2001.
- Lecciones de derechos fundamentales Madrid : Dykinson, 2004. Junto con Gregorio Peces-Barba y María del Carmen Barranco.
- El juez y la motivación en el Derecho Madrid : Dykinson, 2005.
- Cuestiones de derechos  Colombia : Universidad Externado, 2005.
- Escritos sobre derechos humanos Lima : Ara, 2005.
- Sobre la accesibilidad universal en el Derecho Madrid : Dykinson, 2007. Junto con Ana Laura Aiello, Francisco Bariffi, Ignacio Campoy y Agustina Palacios.
- Derechos Humanos y situaciones de dependencia Madrid : Dykinson, 2007. Junto con Agustina Palacios.
- Educación para la ciudadanía y derechos humanos Madrid : Espasa, 2007. Junto con Gregorio Peces-Barba, Eusebio Fernández y Francisco Javier Ansuátegui.
- El razonamiento judicial Lima : Ara, 2007.
- El impacto de la Convención Internacional de los derechos de las personas con discapacidad en la Ley 39/2006 de 14 de diciembre Madrid : CERMI-CINCA, 2010. Junto con María del Carmen Barranco.
- Sobre discapacidad y derechos Madrid : Dykinson, 2013.
- Una mirada a la robótica desde los derechos humanos Madrid : Dykinson, 2014.
- Derechos y tecnologías Madrid : Dykinson, 2022.